# Clenora epigrypa
Clenora epigrypa är en fjärilsart som beskrevs av West. 1932. Clenora epigrypa ingår i släktet Clenora och familjen silkesspinnare. Inga underarter finns listade i Catalogue of Life.

## Bildgalleri

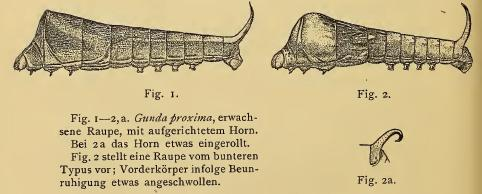